# Cuphea pohlii
Cuphea pohlii är en fackelblomsväxtart som beskrevs av A. Lourteig. Cuphea pohlii ingår i släktet blossblommor, och familjen fackelblomsväxter. Inga underarter finns listade i Catalogue of Life.